# Лока-при-Зіданем Мосту
Лока-при-Зіданем Мосту (словен. Loka pri Zidanem Mostu) — поселення в общині Севниця, Споднєпосавський регіон, Словенія. Висота над рівнем моря: 210,3 м.

## Відомі особистості
В поселенні народився:
- Янко Прунк (* 1942) — словенський історик.